# العلاقات الإيرانية السورينامية
العلاقات الإيرانية السورينامية هي العلاقات الثنائية التي تجمع بين إيران وسورينام.

## مقارنة بين البلدين
هذه مقارنة عامة ومرجعية للدولتين:
| وجه المقارنة                                              | إيران                    | سورينام                        |
| --------------------------------------------------------- | ------------------------ | ------------------------------ |
| المساحة (كم2)                                             | 1.65 مليون               | 163.27 ألف                     |
| عدد السكان (نسمة)                                         | 79.97 مليون              | 563.40 ألف                     |
| الكثافة السكانية (ن./كم²)                                 | 48.47                    | 3.45                           |
| العاصمة                                                   | طهران                    | باراماريبو                     |
| اللغة الرسمية                                             | لغة فارسية               | اللغة الهولندية                |
| العملة                                                    | ريال إيراني              | دولار سورينامي، غيلدر سورينامي |
| الناتج المحلي الإجمالي (بليون دولار)                      | 439.51 مليار             | 3.32 مليار                     |
| الناتج المحلي الإجمالي (تعادل القوة الشرائية) بليون دولار | 1.36 تريليون             | 9.07 مليار                     |
| الناتج المحلي الإجمالي الاسمي للفرد دولار أمريكي          |                          | 9.48 ألف                       |
| الناتج المحلي الإجمالي للفرد دولار أمريكي                 |                          | 16.64 ألف                      |
| مؤشر التنمية البشرية                                      | 0.766                    | 0.714                          |
| رمز المكالمات الدولي                                      | +98                      | +597                           |
| رمز الإنترنت                                              | .ir،                     | .sr                            |
| المنطقة الزمنية                                           | ت ع م+03:30، توقيت إيران | 00                             |

## منظمات دولية مشتركة
يشترك البلدان في عضوية مجموعة من المنظمات الدولية، منها:
| علم المنظمة | اسم المنظمة                        | تاريخ انضمام إيران | تاريخ انضمام سورينام |
| ----------- | ---------------------------------- | ------------------ | -------------------- |
|             | يونسكو                             | 6 سبتمبر 1948      | 16 يوليو 1976        |
|             | وكالة ضمان الاستثمار متعدد الأطراف | 15 ديسمبر 2003     | 2 يوليو 2003         |
|             | الأمم المتحدة                      | 24 أكتوبر 1945     | 4 ديسمبر 1975        |
|             | الاتحاد البريدي العالمي            | ?                  | ?                    |
|             | البنك الدولي للإنشاء والتعمير      | 29 ديسمبر 1945     | 27 يونيو 1978        |
|             | المنظمة الهيدروغرافية الدولية      | ?                  | ?                    |
|             | منظمة التعاون الإسلامي             | ?                  | ?                    |
|             | منظمة حظر الأسلحة الكيميائية       | ?                  | ?                    |
|             | مؤسسة التمويل الدولية              | 28 ديسمبر 1956     | 1 سبتمبر 2011        |
|             | منظمة الشرطة الجنائية الدولية      | ?                  | ?                    |

## وصلات خارجية
- موقع وزارة الخارجية الإيرانية
- موقع وزارة الخارجية السورينامية